# Lunar (finans)
Lunar Way är ett danskt fintechföretag som grundades i Århus 2015. De har sedan dess bytt namn till Lunar, och erbjuder ett alternativ till de traditionella bankerna och riktar sig mot unga vuxna med ett bankkonto via en app och ett tillhörande betalkort.
2016 vann Lunar Way en andra plats i kategorin 'Challenger Banks' vid European Fintech Awards.